# Kommetjie
Kommetjie (letteralmente "piccolo bacino" in afrikaans) è una località balneare situata nei pressi di Città del Capo in Sudafrica, nella provincia del Capo Occidentale.
Situata sulla costa occidentale della penisola del Capo, Kommetjie è una località molto popolare tra i surfisti e la sua spiaggia lunga otto chilometri è conosciuta per l'emblematica presenza del faro di Slangkop.
Kommetjie è inoltre la città natale del cantautore sudafricano Jeremy Loops.

## Storia
Il bacino sul quale oggi è situata Kommetjie era frequentato già dalla preistoria, quando veniva sfruttato come trappola per pesci durante la pesca. I Khoisan occuparono la regione già più di 2 000 anni fa.
La storia di Kommetjie subisce un'accelerazione con l'arrivo degli Europei nel XVIII secolo. Nel 1743 il barone Gustav Wilhelm von Imhoff, allora commissario straordinario della Compagnia olandese delle Indie orientali e responsabile della Colonia del Capo, arrivò a Città del Capo con il compito di organizzare un porto nell'insediamento di Simonstown e di supplire alla crescente richiesta di viveri da parte delle imbarcazioni che facevano scalo a Città del Capo. Questi affidò a Christina Diemer, una vedova che allevava bestiame nella penisola del Capo, i diritti di pascolo su un terreno nell'area di Simonstown chiamato Goede Gift, così come su altri due terreni denominati Kommetjie e Noordhoek. Il podere che includeva questi ultimi prese il nome di Slangkop. In onore del barone von Imhoff il podere venne successivamente rinominato Imhoff's Gift. I termini del contratto stabilivano che i prodotti coltivati nella fattoria fossero forniti a un prezzo fisso alla Compagnia in quanto vi era la necessità di rifornire di prodotti freschi i vascelli ancorati nella baia di Simonstown.
Nel 1902 il fondo di Kommetjie venne parzialmente rilevato da un promotore immobiliare che incominciò a costruirvi delle abitazioni portando così alla fondazione, lungo la costa, dell'attuale villaggio di Kommetjie.

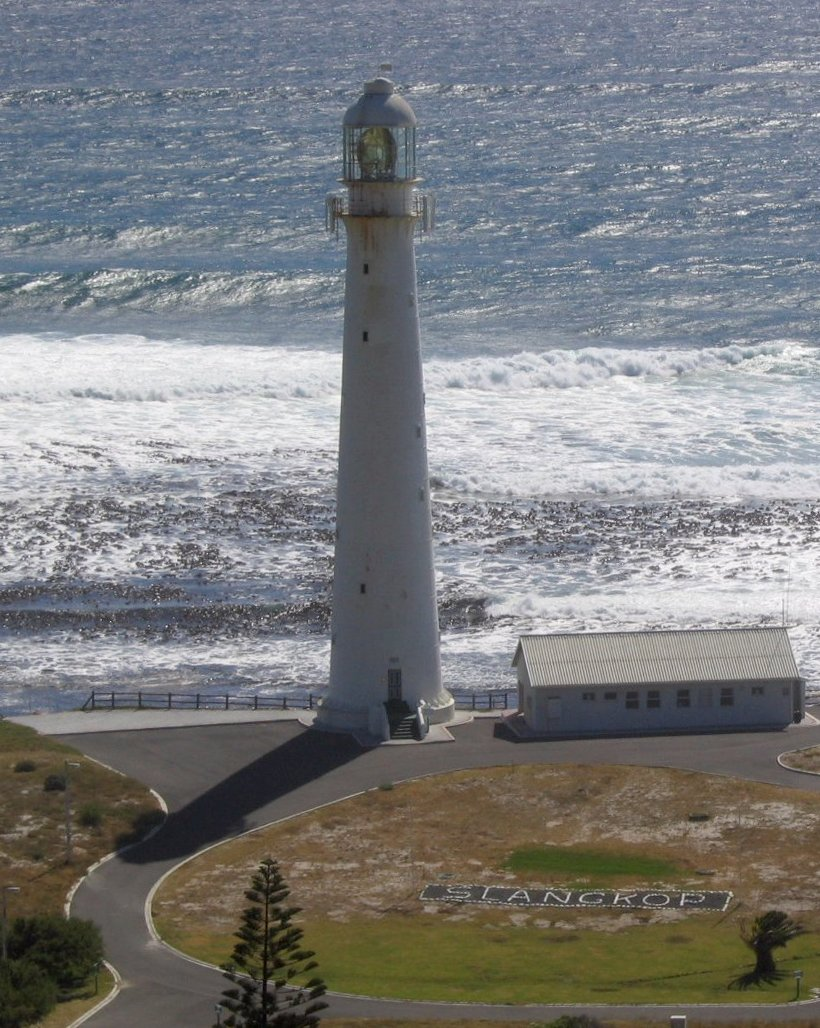
Il faro di Slangkop, operativo sin dal 1919

Le vicine townships di Ocean View e Masiphumelele furono create durante l'apartheid per ospitare le popolazioni nere e meticce. Sebbene geograficamente distinta dal villaggio originario, la township di Ocean View fu amministrativamente incorporata al villaggio di Kommetjie per costituire l'attuale località, a sua volta incorporata alla municipalità metropolitana di Città del Capo nel 2002.

## Società
Divisa in 4 quartieri (Imhofs Gift, Klein Slangkop, il villaggio di Kommetjie propriamente detto e Ocean View), la località di Kommetjie conta in tutto 16 911 residenti (secondo il censimento del 2011), principalmente appartenenti alla comunità coloured (74,51%). I bianchi rappresentano invece il 17,75% dei residenti e i neri il 6,09%.
L'afrikaans è la lingua madre del 48,44% degli abitanti mentre l'inglese lo è del 47,84 %.
La maggior parte degli abitanti della località di Kommetjie risiede nella township di Ocean View (13 569 abitanti), dove i meticci del Capo sono il 91,38% della popolazione totale.